# NGC 4838
NGC 4838 est une galaxie spirale barrée située dans la constellation de la Vierge. Sa vitesse par rapport au fond diffus cosmologique est de 5 349 ± 24 km/s, ce qui correspond à une distance de Hubble de 78,9 ± 5,5 Mpc (∼257 millions d'al). NGC 4838 a été découverte par l'astronome britannique John Herschel en 1831.
La classe de luminosité de NGC 4838 est II et elle présente une large raie HI.
À ce jour, quatre mesures non basées sur le décalage vers le rouge (redshift) donnent une distance de 54,150 ± 6,649 Mpc (∼177 millions d'al), ce qui est à l'extérieur des valeurs de la distance de Hubble. Notons cependant que c'est avec la valeur moyenne des mesures indépendantes, lorsqu'elles existent, que la base de données NASA/IPAC calcule le diamètre d'une galaxie et qu'en conséquence le diamètre de NGC 4838 pourrait être d'environ 38,1 kpc (∼124 000 al) si on utilisait la distance de Hubble pour le calculer.